# Synthesizer

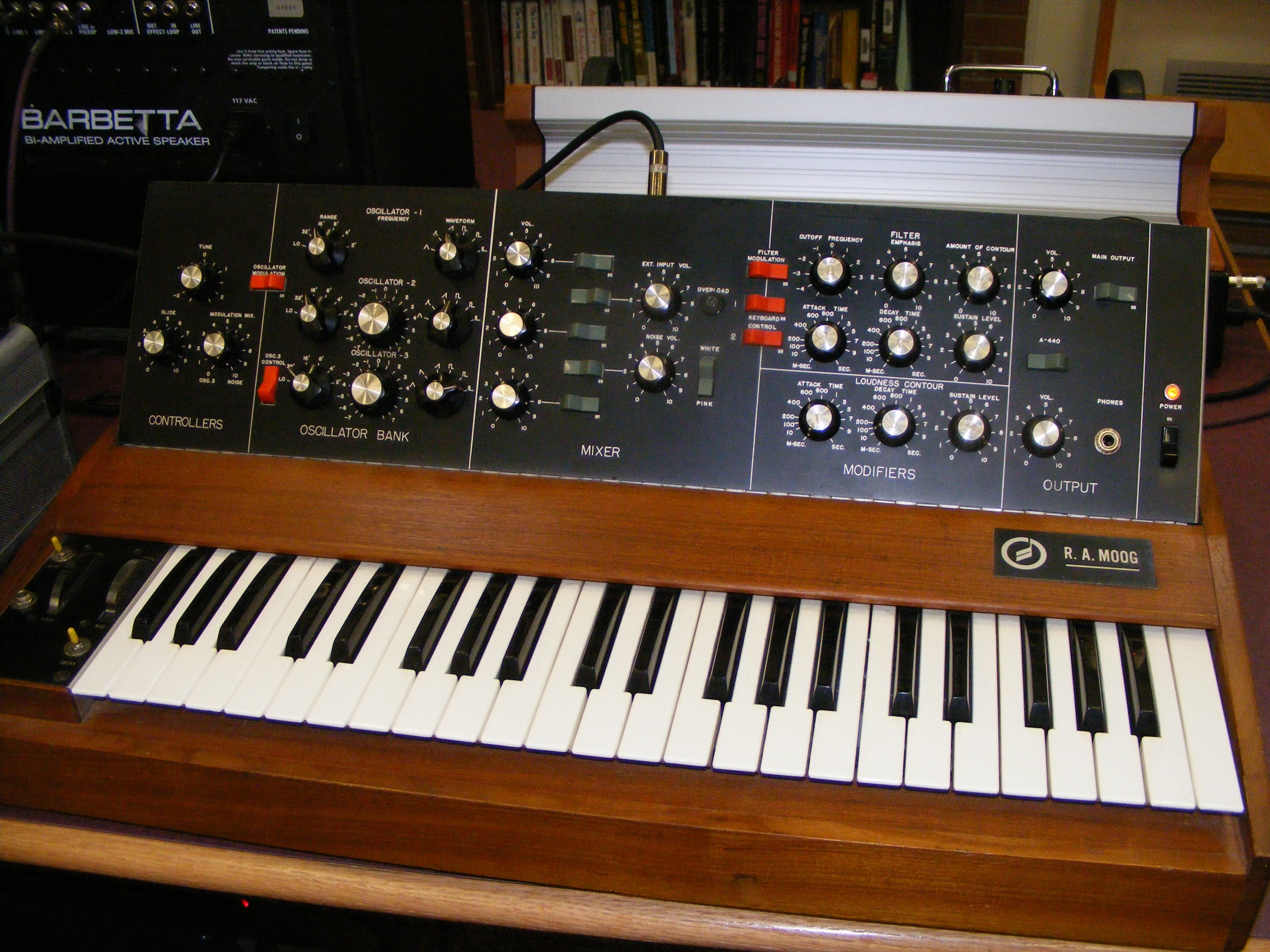
Máy Minimoog sơ khai của R.A. Moog Inc. (ca. 1970)

Đàn synthesizer (thường gọi tắt là "synthesizer" hay "synth", còn có thể viết là "synthesiser") hay đàn tổng hợp âm thanh là một nhạc cụ điện tử tạo ra tín hiệu điện, sau đó được chuyển đổi thành âm thanh thông qua amplifier và loa hoặc tai nghe. Synthsizer có thể giả lập lại những tiếng đã có sẵn (các loại nhạc cụ, giọng hát, âm thanh trong tự nhiên, v.v.) hoặc tạo ra những âm sắc mới chưa từng tồn tại trước đây. Đàn thường được chơi với đàn keyboard, nhưng có thể được điều khiển thông qua nhiều thiết bị đầu vào, bao gồm music sequencer, instrument controller, fingerboard, guitar synthesizer, wind controller và trống điện tử. Synthesizer không có điều khiển được tích hợp sẵn thường được gọi là sound module và được điều khiển thông qua cổng MIDI hoặc CV/Gate sử dụng một thiết bị điều khiển khác.
Các loại đàn synthesizer sử dụng các cách khác nhau để tạo ra tín hiệu. Trong số đó phổ biến nhất là subtractive synthesis, additive synthesis, wavetable synthesis, frequency modulation synthesis, phase distortion synthesis, physical modeling synthesis và sample-based synthesis. Các loại ít phổ biến hơn gồm subharmonic synthesis, granular synthesis. Trong thập niên 2010, đàn synthesizer được sử dụng nhiều trong các thể loại như pop, rock và nhạc dance.

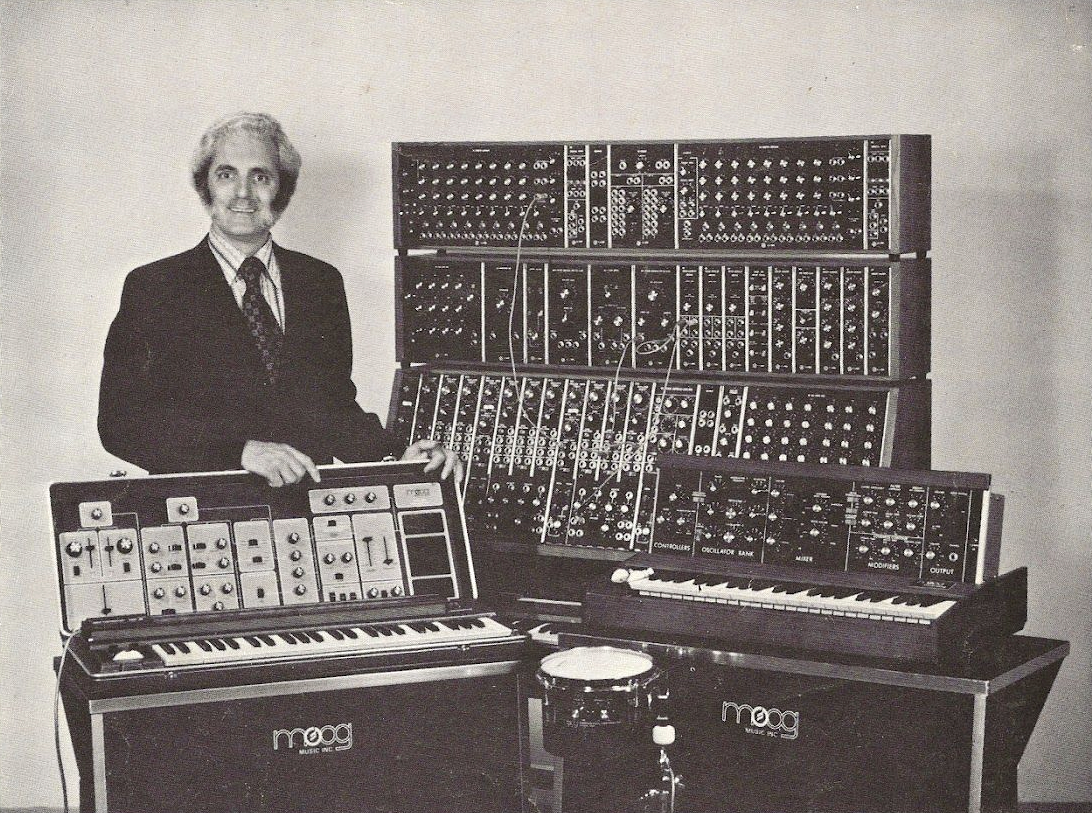
Robert Moog với Moog synthesizer. Nhiều phát minh của Moog, chẳng hạn như bộ dao động điều khiển bằng điện áp, đã trở thành tiêu chuẩn trong synthesizer.

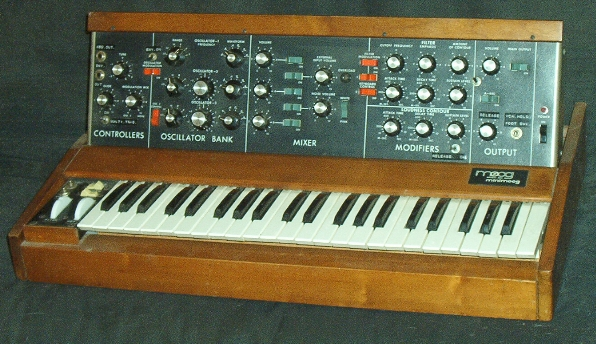
Minimoog ra mắt năm 1970, là bộ synthesizer đầu tiên bán trong các cửa hàng nhạc cụ.

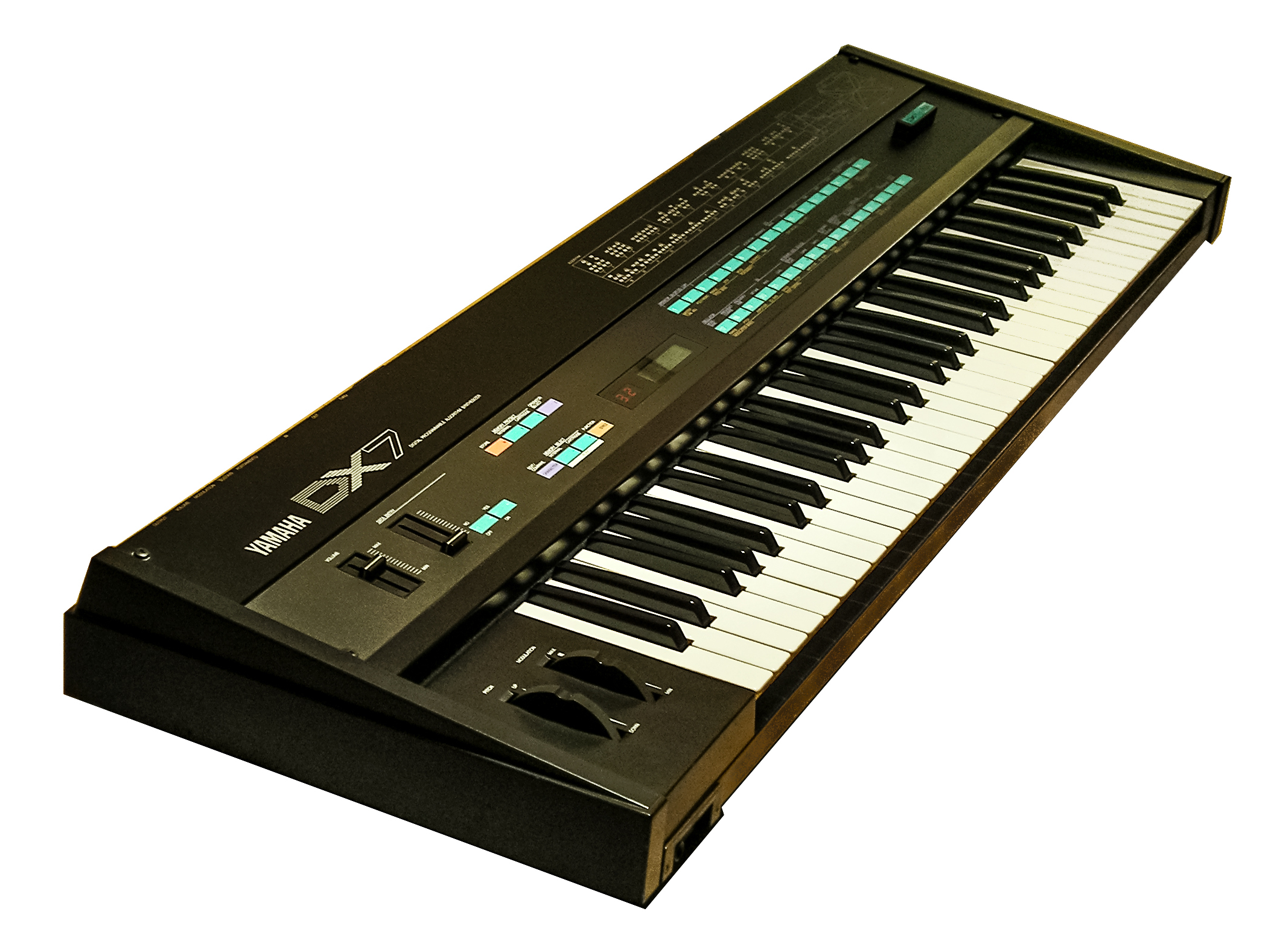
Yamaha DX7, phát hành năm 1983, là bộ synthesizer kỹ thuật số thành công về mặt thương mại đầu tiên và được sử dụng rộng rãi trong nhạc pop thập niên 1980.

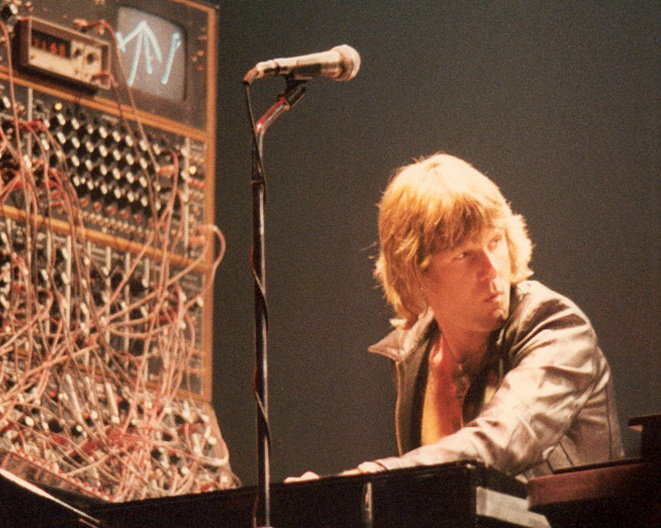
Nghệ sĩ keyboard Keith Emerson biểu diễn với bộ synthesizer Moog năm 1970.

Trong subtractive synthesis, các dạng sóng phức tạp được tạo ra bởi các bộ tạo dao động và sau đó được định hình bằng các bộ lọc để loại bỏ hoặc tăng các tần số cụ thể.